# Gileade (Bíblia)
Gileade foi, de acordo com o Livro de Números, o filho de Maquir, e consequentemente o neto de Manassés, bisneto de José e bisneto de quarta geração de Abraão e Sara.

## Hipóteses
[carece de fontes?]
Ele também pode ter sido o fundador do grupo tribal de Israel, da Tribo de manassés, de Gileade, que é mencionado em passagens bíblicas as quais a crítica textual atribui a fontes recentes; contudo, ao grupo de Gileade é atribuído o mesmo estado do grupo tribal denominado Maquir, nas passagens bíblicas recentes, como um grupo separado em vez de um grupo incluído pelo grupo Maquir, que aparentemente é inconsistente.
A crítica textual consideram a genealogia no Livro de Números, que identifica Gileade como filho de Maquir, como originante na Tradição sacerdotal, um documento escrito séculos após a recente fonte JE, na qual os grupos tribais Gileade e Maquir são mencionados e possivelmente escrito para competir com a fonte.
Na realidade, pelas inúmeras citações de Gileade na Bíblia, cada uma delas com um alcance e um significado diferenciado e específico, tanto no tempo como no espaço, podemos concluir que Gileade é: 
- A) uma pessoa;
- B) um local;
- C) uma região,
- D) um território;
- E) um monte;
- F) um grupo definido na Tribo de Manassés, com território próprio, dentro de Manassés.

Também as diferenças cronológicas entre pessoas ditas como "filho ou filha" de Gileade, na Bíblia, indicam que a referencia, na maioria das vezes, indica o espaço físico relacionado à pessoa mencionada, e não a genealogia (caso do Juiz Jefté, por exemplo, em Juízes 11).   